# Issa López
Issa Laura López (Ciutat de Mèxic, 3 d'agost de 1971) és una escriptora, productora i directora de cinema mexicana.

## Carrera
Ha escrit i dirigit els llargmetratges Efectos secundarios (2006), la primera pel·lícula produïda per Warner Brothers a Mèxic i Casi divas (2008), la segona producció cinematogràfica de Columbia Pictures Mèxic (després de Niñas mal).
Issa López va ser també guionista de Ladies Night y de la ya mencionada Niñas mal.
López és coguionista de Amor a primera visa, A la mala i 600 millas. El 2015 va escriure i dirigir el seu tercer llargmetratge com a directora, Vuelven. També és autora de la novel·la Lengua muerta, que la convertí en guanyadora del Premio Nacional de Novela José Rubén Romero de l'Instituto Nacional de Bellas Artes en 2007.
Nominada a l'Ariel en 2016 per la seva participació en el guió de 600 millas, López obté el premi a Millor Director d'Horror en Fantastic Fest, per la seva labor a Vuelven (Tigers Are Not Afraid), convertint-se en la primera dona a rebre aquest premi en la història del festival. La cinta va provocar una ona de crítiques favorables, aconseguint el cobejat 100% tant de crítica com d'audiència en el situat agregador de crítiques Rotten Tomatoes, i guanyant-se l'entusiasme del realitzador mexicà Guillermo del Toro i de l'escriptor Stephen King, els qui van manifestar el seu entusiasme per la pel·lícula en els seus comptes personals de Twitter, i en el cas de De el Toro, en diferents entrevistes.
Fins a febrer de 2018, Tornen ha guanyat, fins avui, 14 premis en festivals internacionals de cinema fantàstic i de gènere, que inclouen Millor Pel·lícula i Director a Scream Fest, els Premis del Públic i del Jurat a Millor Pel·lícula a Paris Fantastic Film Fest, i Millor Pel·lícula a Panic Fest.
Al febrer del 2018 s'estrena a Mèxic La Boda de Valentina, coescrita per López, qui també participa en la cinta com a productora executiva. La Boda de Valentina obre a Mèxic en primer lloc de taquilla, i en la seva primera setmana d'exhibició trenca la barrera del milió d'espectadors.
López es troba actualment preparant l'estrena de la seva quarta pel·lícula com a directora i productora, onzena com a guionista: Todo Mal, i continua amb la gira de Vuelven, que participarà en 21 festivals internacionals en 2018.

## Filmografia
| Any  | Projecte                                   | Tipus         | Repartiment                                                        | Detalls                                   |
| ---- | ------------------------------------------ | ------------- | ------------------------------------------------------------------ | ----------------------------------------- |
| 1994 | Tan callando                               | Curtmetratge  | Gerardina Martínez, Carmina Martínez                               | Guionista, Director                       |
| 2000 | Primer amor... a mil por hora              | Telenovela    | Kuno Becker, Anahí                                                 | Guionista                                 |
| 2003 | Ladies' Night                              | Llargmetratge | Ana Claudia Talancón, Ana de la Reguera, Luis Roberto Guzmán       | Guionista                                 |
| 2006 | Efectos secundarios (Side Effects)         | Llargmetratge | Marina de Tavira, Alejandra Gollás, Arturo Barba                   | Guionista, Director, Productor associat   |
| 2007 | Niñas mal (Charm School)                   | Llargmetratge | Martha Higareda, Camila Sodi, Blanca Guerra                        | Guionista                                 |
| 2008 | Casi divas                                 | Llargmetratge | Patricia Llaca, Julio Bracho, Maya Zapata                          | Guionista, Director                       |
| 2010 | Sucedió en un día (Segment "Siete")        | Curtmetratge  | Gustavo Sánchez Parra, Luis Gerardo Méndez                         | Guionista, Director                       |
| 2012 | Viaje de Generación                        | Llargmetratge | Danny Perea, Esmeralda Pimentel                                    | Guionista                                 |
| 2013 | Pulling Stings                             | Llargmetratge | Jaime Camil, Laura Ramsey, Stockard Channing, Tom Arnold           | Guionista                                 |
| 2015 | A la Mala                                  | Llargmetratge | Aislinn Derbez, Mauricio Ochmann                                   | Guionista                                 |
| 2015 | 600 millas                                 | Llargmetratge | Tim Roth, Kristyan Ferrer                                          | Guionista                                 |
| 2017 | Vuelven                                    | Llargmetratge | Paola Lara, Juan Ramón López, Tenoch Huerta, Ianis Guerrero        | Guionista, Director, Productora executiva |
| 2018 | La boda de Valentina (Valentina's Wedding) | Llargmetratge | Omar Chaparro, Marimar Vega, Ryan Carnes.                          | Guionista, Productora executiva           |
| 2018 | Todo mal                                   | Llargmetratge | Osvaldo Benavides, Martín Altomaro, Alfonso Dosal, Marcela Guirado | Guionista, Director, Productora           |